# Arabelia
Genre
Arabelia est un genre d'araignées aranéomorphes de la famille des Liocranidae.

## Distribution
Les espèces de ce genre se rencontrent en écozone paléarctique.

## Liste des espèces
Selon World Spider Catalog (version 23.0, 31/05/2022) :
- Arabelia pheidoleicomes Bosselaers, 2009
- Arabelia xizang Mu & Zhang, 2022

## Systématique et taxinomie
Ce genre a été décrit par Bosselaers en 2009 dans les Liocranidae.

## Publication originale
- Bosselaers, 2009 : « Studies in Liocranidae (Araneae): redescriptions and transfers in Apostenus Westring and Brachyanillus Simon, as well as description of a new genus. » Zootaxa, no 2141, p. 37-55.